# Іберійка пірчаста
Іберійка пірчаста (Iberis pinnata) — вид квіткових рослин родини капустяних (Brassicaceae).

## Біоморфологічна характеристика
Це однорічна рослина 10–25(40) см заввишки, вся рослина грубоволосиста. Стебло прямовисне, у верхній частині гіллясте. Листки довгасто-лінійні, нижні — перистороздільні, з лінійними часточками, верхні стеблові — перисто-зубчасті. Суцвіття щільний щиток, ± плоске. Квітки білі чи бузкові. Стручечки 5–6 × 5 мм, широко-виїмчасті. Насіння 4, світло-коричневе. 2n = 14.

## Поширення
Росте на півдні Європи (Франція, Італія, Крим, Іспанія, Хорватія); вимер у Швейцарії; інтродукція: Австрія, Бельгія, Чехословаччина, Німеччина, Румунія.
В Україні росте на кам'янистих схилах — на ПБК (Ялтинська міськрада, с. Зсувне).